# Ciudadela de Barcelona
La Ciudadela de Barcelona fue una fortaleza militar construida por mandato de Felipe V para dominar la ciudad tras de la guerra de sucesión española y demolida definitivamente durante la revolución de 1868, salvo tres edificios interiores: la capilla, el palacio del gobernador y el arsenal. En el solar restante se construyó en 1888 el parque de la Ciudadela.

## Historia
La caída de Barcelona en manos de las tropas borbónicas, al mando del duque de Berwick durante la guerra de sucesión española el 11 de septiembre de 1714, trajo consigo un conjunto de reformas y grandes cambios en el sistema defensivo de la ciudad Condal. Una vez descartado el proyecto del mariscal conde de Lecheraine para construir una fortaleza en las dársenas de Barcelona, el ingeniero militar español de origen flamenco Joris Prosper Van Verboom ideó un proyecto replanteando todas las defensas militares de Barcelona. Este proyecto preveía reconstruir y ampliar el castillo de Montjuic, reforzar el papel militar de las Atarazanas, revisar el sistema de bastiones y añadir defensas exteriores, como el fuerte Pío y el fuerte de Don Carlos. Dentro de la ciudad se reconvirtieron en nuevos acuartelamientos edificios civiles, como los Estudios en lo alto de las Ramblas, o religiosos como el convento de San Agustín el Viejo o el monasterio de las Junqueras. Pero el elemento clave que configuraba todas estas reformas y el nuevo sistema defensivo de Barcelona fue la construcción de una nueva fortificación de dimensiones considerables: la Ciudadela.

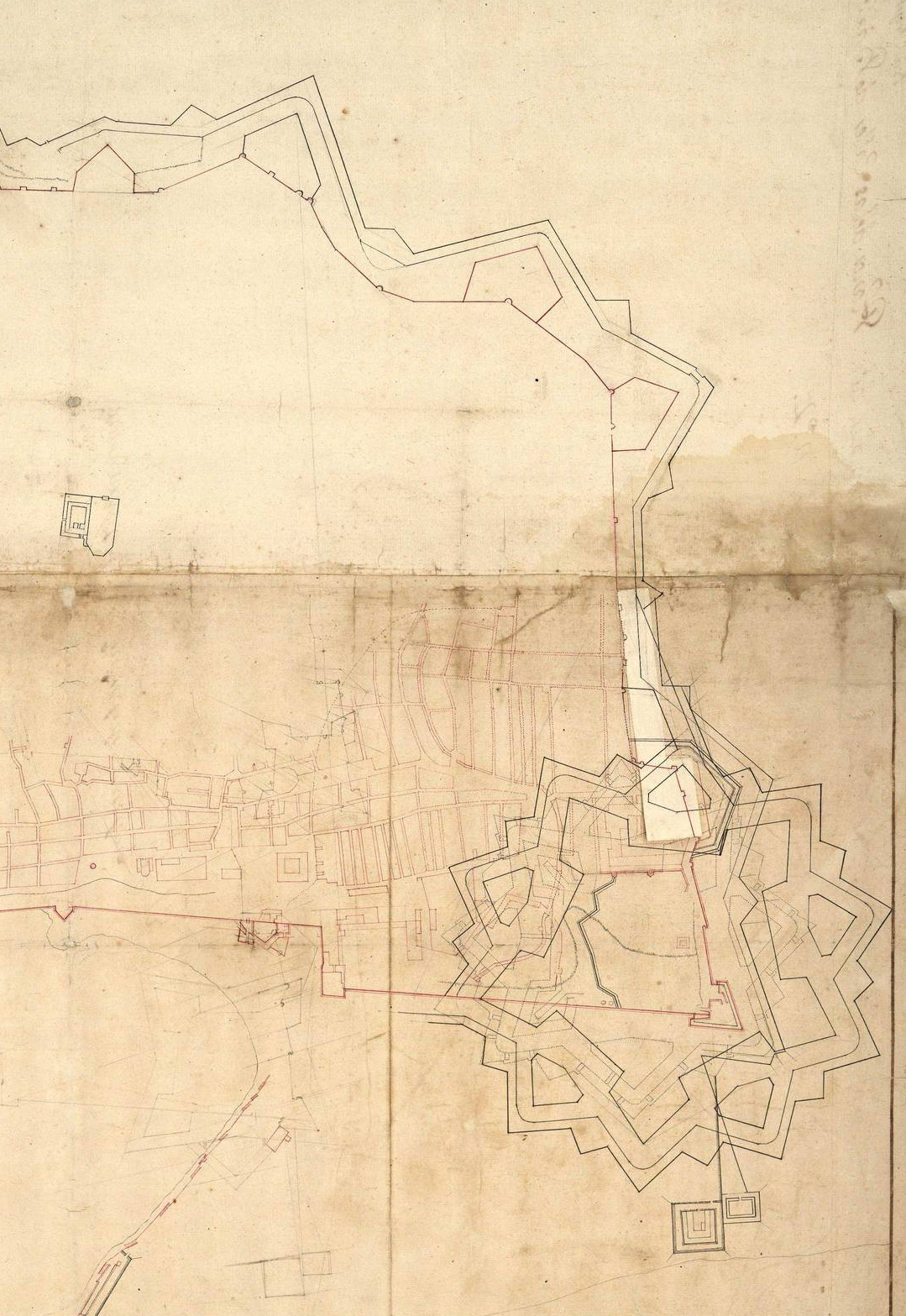
Plano de Barcelona en 1715 con el proyecto de Ciudadela superpuesto sobre la trama urbana.

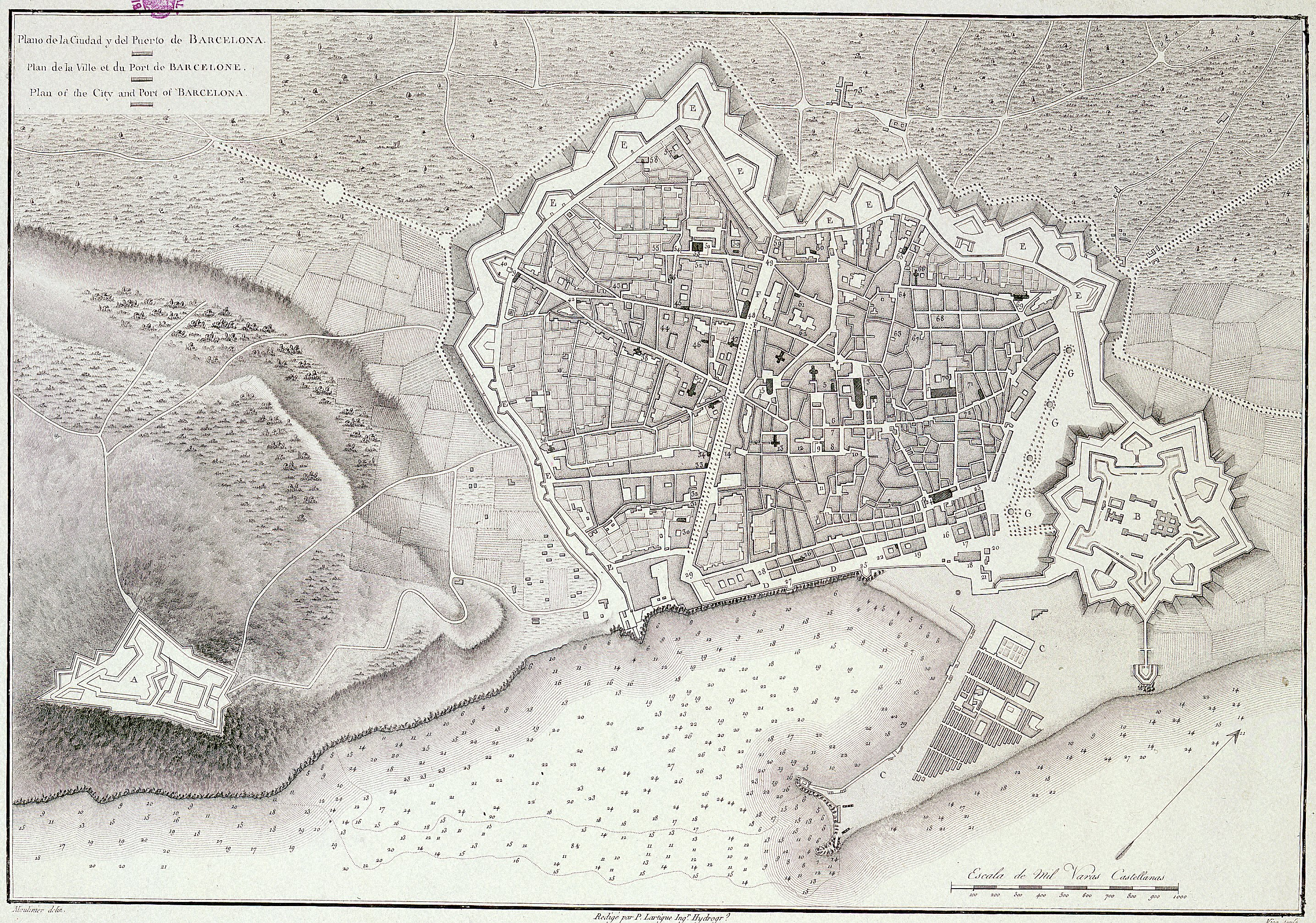
Plano de Barcelona de 1806 con la Ciudadela integrada dentro de las murallas y separada de la ciudad por el paseo de la Explanada, que fue inaugurado en 1802.

La idea no era nueva, ya que anteriormente ingenieros militares habían propuesto proyectos de esta índole, impidiendo su ejecución la falta de medios económicos. El proyecto de la Ciudadela nacía de una doble necesidad: mejorar la defensa de la ciudad y reforzar el control militar de la misma con la intención explícita de «dominar al pueblo de Barcelona». En primer lugar era necesario fortificar considerablemente la plaza, dado su alto valor estratégico que requería un numeroso y potente contingente militar. Había que convertir Barcelona en una pieza al servicio de la monarquía, transformándola en el principal enclave militar del reino en el Mediterráneo.
La circunstancia de que desde la segunda mitad del siglo XVII el ejército había sido propio de la ciudad fue en aquel momento la causa de que crecieran las tensiones entre los barceloneses, máxime cuando este ejército estaba formado por soldados profesionales o mercenarios, todos de origen foráneo. Por tanto, desde la óptica de Barcelona, estos militares no eran sus soldados, sino los del rey, un monarca al que se había enfrentado toda Cataluña. Si en el siglo XIV era normal que la misma población de Barcelona se movilizara militarmente en situaciones de emergencia o cuando era requerida por el soberano, trescientos años más tarde tales circunstancias eran una rareza.
En segundo lugar, este incómodo statu quo hacía de Barcelona una ciudad inclinada a la revuelta, fama que le era reconocida en toda Europa. Durante el sitio de Barcelona de 1714 convergieron estas dos realidades. Mientras que la defensa de la ciudad estuvo encomendada fundamentalmente a la ciudadanía, con militares profesionales, como Antonio de Villarroel, y un pequeño contingente de soldados, las tropas sitiadoras estaban formadas por numerosos soldados profesionales de Felipe de Borbón. Tras la victoria del ejército asaltante, se suprimió inmediatamente el Consejo de Ciento, órgano de gobierno de la ciudad, que hasta hacía poco había gestionado su defensa. A partir de entonces, las murallas dejaron de percibirse como un elemento de defensa propio, pasando a ser vistas por los barceloneses como un elemento de opresión, castigo y control, siendo la construcción de la Ciudadela el símbolo supremo del dominio del bando triunfante.
Es en ese momento cuando Joris Prosper Van Verboom propuso edificar una ciudadela pentagonal de grandes dimensiones y equiparable a las de Turín, Amberes o Parma. La fortificación debería proteger y aumentar las defensas en el sector más vulnerable del litoral y la parte más débil de la defensa por tierra, es decir: los mismos por donde el propio Verboom había aconsejado atacar a la ciudad durante su sitio y por donde finalmente entraron las tropas del bando borbónico: las puertas Nueva y la de santa Clara. Entonces, además de proporcionar protección ante los ataques del exterior, también se podría someter militarmente a la ciudad, dominando a sus barrios más poblados y rodeándola con la línea de fuego formada por la Ciudadela y el castillo de Montjuic. De esta forma, para construir la ciudadela y establecer a su alrededor la explanada precisa, se tuvo que modificar de forma ostensible el urbanismo de la ciudad, derribando una buena parte de la trama urbana articulada desde antiguo alrededor del eje de la acequia Condal y los sectores más alejados del barrio de la Ribera, incluyendo asimismo al monasterio de Santa Clara.

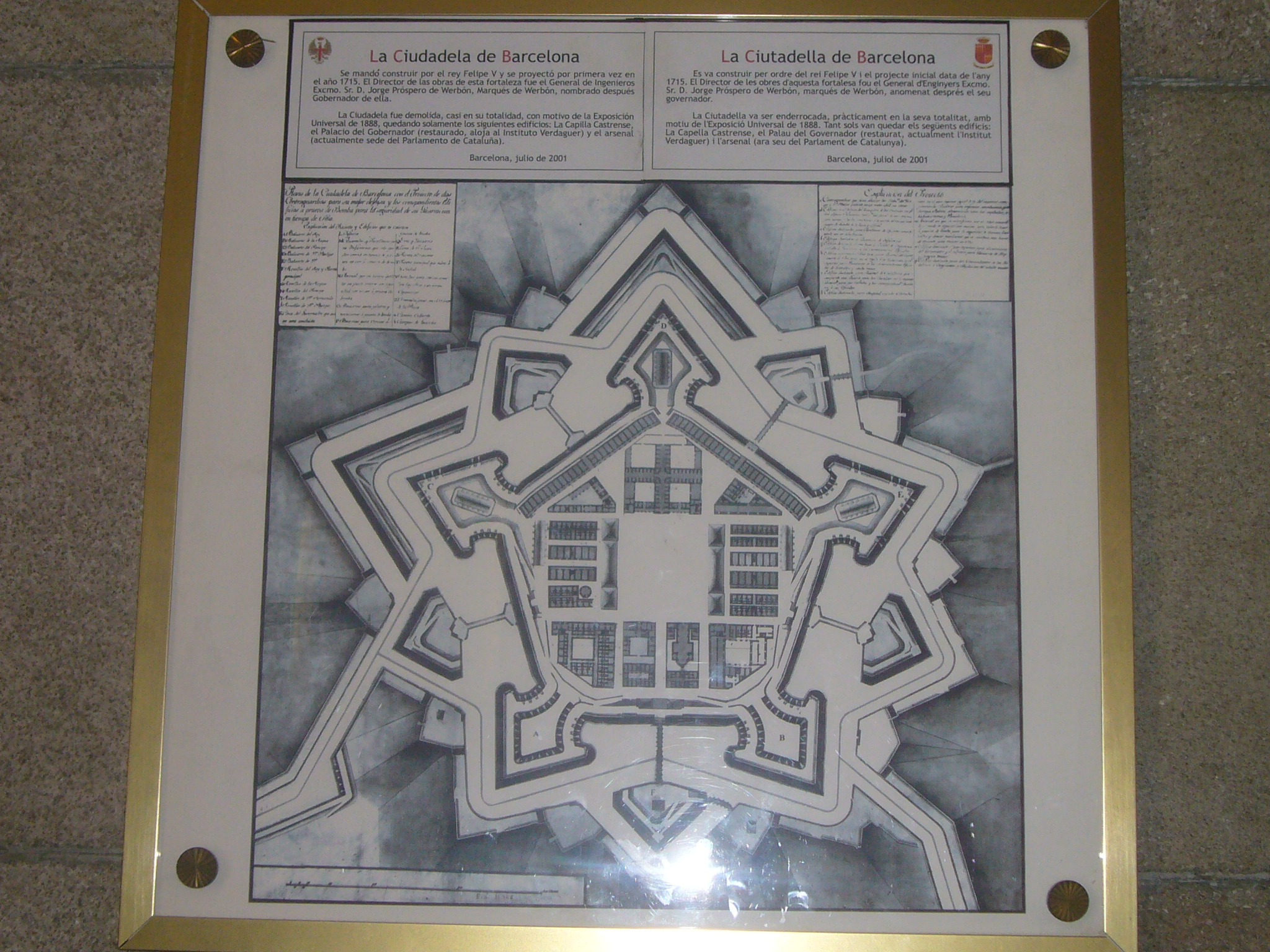
Plano de la fortaleza ubicado en la iglesia militar de la Ciudadela.

El 1 de marzo de 1716 se colocó la primera piedra de la Ciudadela en el baluarte del Rey, el que miraba a la ciudad, y el 7 de marzo de 1717 se finalizaron los remates de este baluarte y de los de la Reina y el del Príncipe. A partir de ese momento se iniciaron las demoliciones totales o parciales de 1016 viviendas distribuidas en 38 calles del barrio de la Ribera, dejando así espacio para la explanada de la fortaleza, que años más tarde, en 1720, acogería a la Academia Militar de Barcelona promovida por Jorge Próspero de Verboom. Las obras se dieron por finalizadas el 25 de enero de 1725, el mismo año que se firmó el Tratado de Viena, que suponía la paz entre Felipe V y el archiduque Carlos.

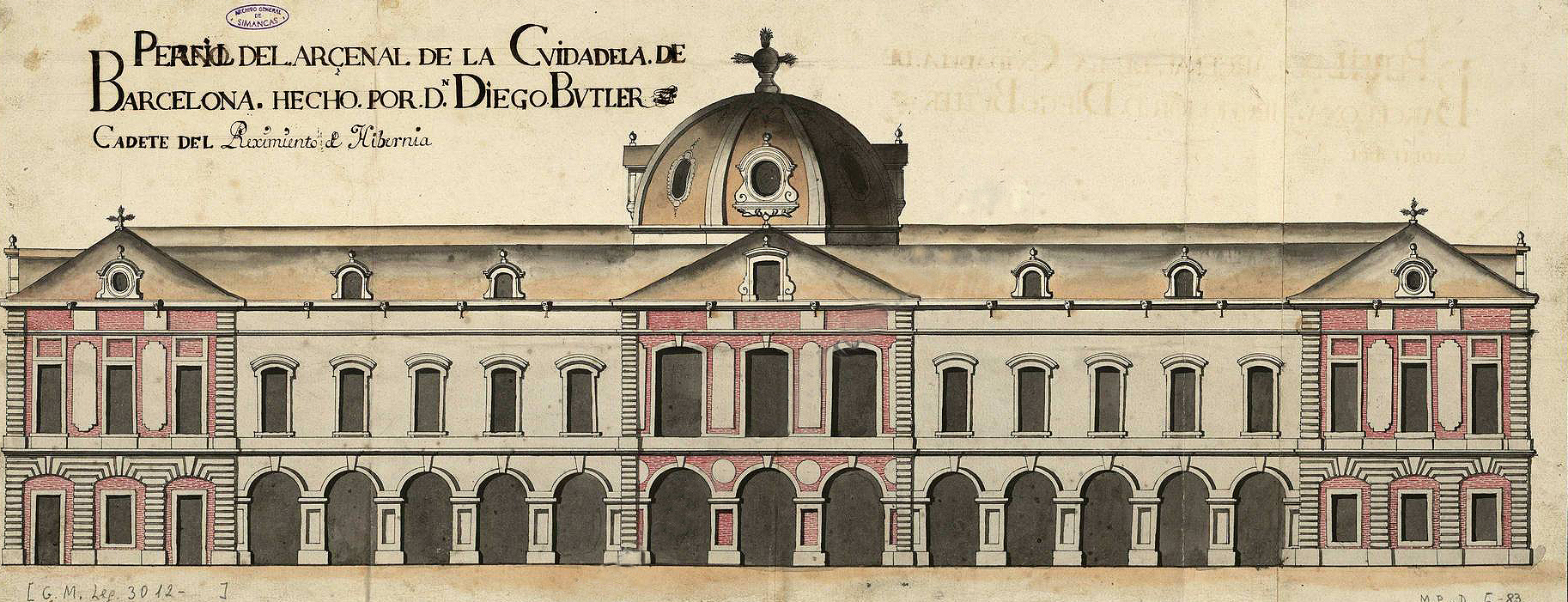
El arsenal de la Ciudadela en un plano trazado por Diego Butler en 1724.

El estudio planimétrico realizado a partir de los planos originales de Verboom, ayudado por la constatación arqueológica contrastada a partir de diversas intervenciones efectuadas sobre el terreno en los últimos años, ha demostrado la casi total coincidencia y exactitud de la ejecución del proyecto. Las dimensiones de la fortificación eran de 321,5 metros de distancia entre las puntas de los baluartes contiguos, y 547 m de diámetro desde el centro hasta cada uno de los cinco baluartes (del Rey, de la Reina, del Príncipe, de don Fernando y de don Felipe) y revellines; incluido el foso, el diámetro se incrementaría hasta los 617 metros. La documentación conservada en el Archivo General de Simancas ha permitido constatar las alturas de la fortaleza: los dos baluartes enfrentados a la ciudad tenían 16,3 m desde la base del foso, mientras que los tres restantes tenían 11,2 m, ya que no tenían caballeros, elementos que permitían aumentar la potencia ofensiva. Finalmente, la contraescarpa tenía una altura de unos 6 m, que evidentemente se correspondía a la profundidad del foso. La superficie total de la ciudadela borbónica era de unas 28,6 hectáreas, haciéndola equiparable a los grandes fuertes europeos, como el de Lille o el castillo de San Fernando de Figueras.
En 1751, bajo dirección del ingeniero militar Juan Martín Cermeño, se llevaron a cabo las últimas intervenciones y reformas en el conjunto de las defensas urbanas de la ciudad de Barcelona, que replanteaban la propuesta de Verboom con el fin de terminar definitivamente la revisión de las fortificaciones de la plaza. Estos trabajos permitieron finalizar la construcción de la Ciudadela y rehacer el castillo de Montjuic, además de revisar todo el sistema de baluartes de la ciudad. Por último, a mediados del siglo XIX, pocos años antes del derribo definitivo de las murallas de Barcelona, se cerró el último acceso a la ciudad: la nueva puerta del Mar.
Para aliviar los problemas de vivienda provocados por el derribo del barrio de la Ribera, a iniciativa del marqués de la Mina se edificó en 1753 el barrio de la Barceloneta siguiendo el proyecto de urbanización de Jorge Próspero de Verboom de 1719.
Fue ocupada por las tropas francesas el 29 de febrero de 1808, como otras importantes fortalezas españolas, según lo estipulado por el Tratado de Fontainebleau. Permaneciendo en ella hasta la entrega de la ciudad de Barcelona de nuevo a las tropas españolas el 28 de mayo de 1814.

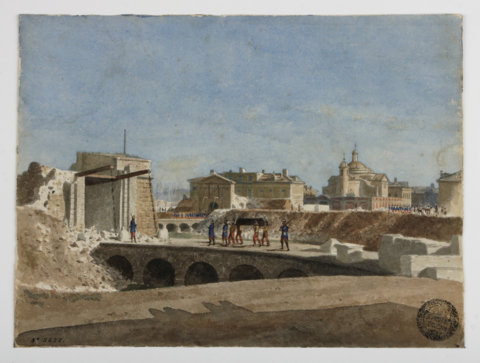
Demolición de la Ciudadela en 1869. Dibujo de Francesc Soler i Rovirosa.

## Derribo de la Ciudadela
La primera petición para que la Ciudadela fuese derribada, se presentó al rey por los concejales del ayuntamiento de Barcelona el 29 de diciembre de 1794 y fue desatendida. Igual sucedió con las peticiones presentadas en 1840, 1845 y 1862. Las Cortes surgidas de la revolución de 1868 aprobaron el 10 de diciembre de 1869 una ley por la que la propiedad de los terrenos de la fortaleza pasaba al ayuntamiento a condición de construir jardines, correr con los gastos de las demoliciones necesarias y de la construcción de cuarteles de sustitución.

## Hallazgos arqueológicos
Varias intervenciones arqueológicas han puesto de manifiesto que la Ciudadela fue derribada hasta la cota superior de la contraescarpa, lo que supone la conservación en el subsuelo del parque actual terreno de paramentos con unos seis metros de potencia, en concreto los del foso, la escarpa y la contraescarpa.
Diversas intervenciones arqueológicas realizadas en los últimos años han puesto al descubierto diferentes elementos que conformaban la fortaleza y que confirman las construcciones según los planos del proyecto original del siglo XVIII.
A continuación se detalla una breve selección de estas intervenciones.
Los trabajos arqueológicos en la calle Pujades y paseo Picasso pusieron al descubierto, entre otras construcciones, dos fragmentos de la contraescarpa; un fragmento del paño de muralla que unía los baluartes "Del Rey" y "Del Príncipe"; un tramo del pasillo a prueba de bomba que se situaba bajo el baluarte llamado "del Rey"; y parte de las dos caras y el flanco norte/noroeste del revellín a través del cual se accedía a la puerta principal de la fortaleza por medio de dos puentes levadizos.
Muy cerca, en el paseo de los Tilos del parque de la Ciudadela, se documentaron restos del baluarte del Rey, así como un tramo de 75 metros de muralla y los restos del camino cubierto de la contraescarpa, que delimitaba todo el conjunto defensivo.
En 1989 se llevaron a cabo importantes obras de infraestructura en buena parte del parque de la Ciudadela que pusieron al descubierto restos significativos de las edificaciones del siglo XVIII, que reaprovechaban estructuras de la muralla medieval, así como tramos de muralla comprendidos entre los baluartes del Rey y de la Reina, donde se localizaba la puerta principal de acceso, y un segundo tramo situado entre los baluartes de la Reina y del Príncipe. Entre otros, también se localizaron varios segmentos de la contraescarpa y se revelaron dos partes del revellín que se encontraba entre los baluartes de la Reina y del Príncipe.
Unas obras efectuadas delante del Parlamento de Cataluña, pusieron al descubierto los restos de antiguas edificaciones interiores: una cantina y un horno de papel del siglo XVIII, así como restos de su derribo en 1868.
Finalmente, varias intervenciones realizadas en los últimos años en el paseo Circunvalación han permitido poner al descubierto diferentes elementos de esta fortaleza, entre otros: el foso y su contraescarpa; el camino cubierto que rodeaba la construcción; un tramo de casi 30 m de longitud de una de las caras del baluarte "De la Reyna"; y los restos de un pasillo cubierto que comunicaba la Ciudadela con la ciudad a través de la puerta del Mar.